# Emoia mokolahi
Emoia mokolahi là một loài thằn lằn trong họ Scincidae. Loài này được Zug, Pregill & Hamilton mô tả khoa học đầu tiên năm 2012.